# Ecliptopera pryeri
Ecliptopera pryeri är en fjärilsart som beskrevs av Butler 1881. Ecliptopera pryeri ingår i släktet Ecliptopera och familjen mätare. Inga underarter finns listade i Catalogue of Life.